# Jacob van Dijk (1911-1999)

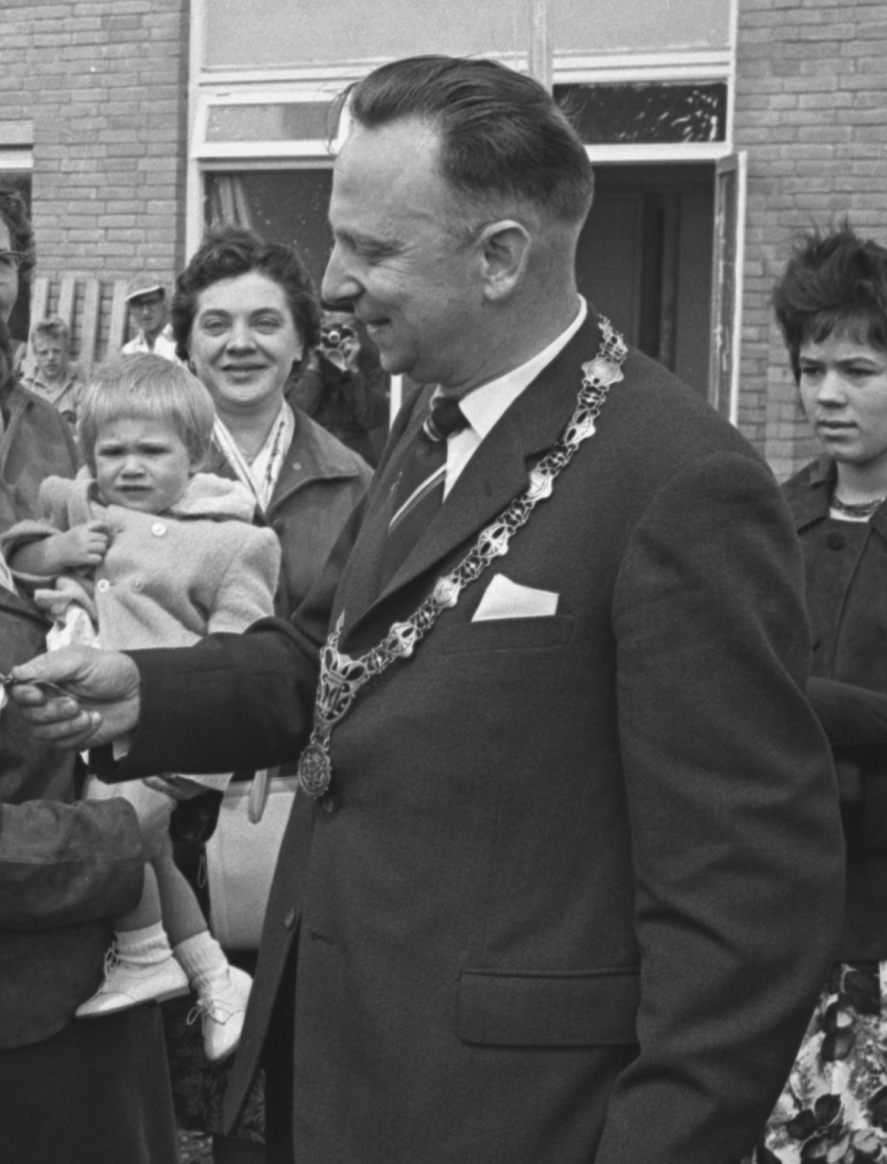
Burgemeester J. van Dijk (1961)

Jacob van Dijk (Koudum, 5 mei 1911 – 25 februari 1999) was een Nederlands burgemeester.
Hij werd geboren als zoon van Adrianus Hubartus van Dijk (1858-1942; hoofdonderwijzer) en Dina Swagers (1869-1946). Hij was referendaris bij de gemeentesecretarie van Arnhem voor hij in augustus 1948 benoemd werd tot burgemeester van Capelle aan den IJssel. Vanwege gezondheidsproblemen ging Van Dijk daar in juli 1974 vervroegd met pensioen. Hij overleed begin 1999 op 87-jarige leeftijd.